# Kenneth Fearing
Kenneth Fearing, né le 28 juillet 1902 à Oak Park et mort le 26 juin 1961 à Manhattan, est un poète et romancier américain et un des rédacteurs initiaux du Partisan Review. Le critique littéraire Macha Rosenthal (en) l'a appelé « le poète en chef de la Grande Dépression ».

## Biographie

### Formation
Kenneth Fearing naît à Oak Park (Illinois). C'est le fils de Harry Lester Fearing, un avocat prospère de Chicago, et d'Olive Flexner Fearing. Ses parents divorcent alors qu'il n'a qu'un an, et il est principalement élevé par sa tante, Eva Fearing Scholl. Il fréquente le lycée Oak Park and River Forest High School (en), où il est rédacteur en chef du journal étudiant, comme son prédécesseur Ernest Hemingway. Il étudie ensuite à l'université de l'Illinois à Urbana-Champaign et à l'université du Wisconsin à Madison, Il déménage ensuite à New York où il entame une carrière de poète et où il s'engage en politique à gauche.

### Carrière littéraire
Dans les années 1920 et 1930, Kenneth Fearing publie régulièrement dans The New Yorker et aide à fonder le Partisan Review. En même temps, il travaille à la rédaction, comme journaliste et rédige des discours, produisant une bonne quantité de pulp fiction. Une partie de cette production est de la pornographie soft, souvent publiée sous le pseudonyme de Kirk Wolff.
Il a publié plusieurs recueils de poésie, parmi lesquels Angel Arms (1929), Dead Reckoning (1938), Afternoon of a Pawnbroker and other poems (1943), Stranger at Coney Island and other poems (1948). Il est également l'auteur de sept romans, dont The Big Clock (1946), traduit en français par Boris Vian sous le nom Le Grand Horloger, adapté à deux reprises au cinéma.
Une sélection de ses poèmes a été publiée dans le cadre du projet Library of America's American Poets Project. Ses œuvres complètes, présentées par Robert M. Ryley, ont été publiées par la National Poetry Foundation en 1994.

### Chasse aux sorcières
En 1950, il a été assigné à comparaître par l'U.S. Attorney à Washington, D.C. Quand on lui demande s'il est membre du parti communiste, il répond « Pas encore. ».

### Décès
Kenneth Fearing meurt en 1961 d'un mélanome à l'hôpital Lenox Hill à Manhattan.

### Vie privée
Entre 1923 et 1928, Fearing a une relation avec l'écrivaine Margery Latimer (en). En 1931, rencontre Rachel Meltzer, qu'il épouse le 26 avril 1933. Leur fils unique, le poète Bruce Fearing, naît le 19 juillet 1935. Leur mariage échoue en 1942, en partie à cause de l'alcoolisme grandissant de Kenneth Fearing, et ils divorcent en 1943. Kenneth Fearing se remarie avec l'artiste Nan Lurie le 18 juin 1945. Ils se séparent en 1952.

## Œuvre

### Poésie
- Angel Arms, Coward McCann (New York, NY), 1929.
- Poems, Dynamo (New York, NY), 1935.
- Dead Reckoning: A Book of Poetry, Random House (New York, NY), 1938.
- Collected Poems of Kenneth Fearing, Random House, 1940.
- Afternoon of a Pawnbroker and Other Poems, Harcourt (New York City), 1943.
- Stranger at Coney Island and Other Poems, Harcourt, 1948.
- New and Selected Poems, Indiana University Press (Bloomington), 1956.

### Romans
- The Hospital, Random House, 1939.
- Dagger of the Mind, Random House, 1941 (réédité sous le titre Cry Killer!, Avon (New York), 1958.)
- Clark Gifford's Body, Random House, 1942.
- The Big Clock, Harcourt, 1946 (réédité sous le titre No Way Out, Perennial (New York), 1980)
  - adapté au cinéma sous les titres La Grande Horloge (1947) et Sens unique (1987)
  - traduit en français par Boris Vian sous le titre Le Grand Horloger, Éditions Les Nourritures terrestres, 1947 (réédité par les Nouvelles Éditions Oswald en 1980, collection Le Miroir obscur, puis par Christian Bourgois éditeur, collection Série B, en 1988 et 2000)
- John Barry (avec Donald Friede et H. Bedford Jones sous le pseudonyme commun Donald F. Bedford), Creative Age Press (New York), 1947.
- Loneliest Girl in the World, Harcourt, 1951 (réédité sous le titre The Sound of Murder, Spivak (New York), 1952.)
- The Generous Heart, Harcourt, 1954.
- The Crozart Story, Doubleday, 1960.